# Zero Off
Lo Zero Off è un sistema di controllo della velocità utilizzato sulle barche da sci nautico.
A differenza del Perfect Pass non necessita di impostazioni secondarie per mantenere la velocità costante grazie a continue coordinate GPS.
Promosso da Andy Mapple, Zero Off è in dotazione su tutte le imbarcazioni Correct Craft dal 2008.